# 제19회 서울독립영화제
제19회 서울독립영화제는 1993년 9월 24일에 열린 시상식이다.

## 수상 및 후보

### 네이버상
- 파라독스의 하루 - 전창희, 박주영 수상

### 코닥상
- If madonna Fell in Love With Leos Carax - 이은희 수상

### 기획상
- 초록 별을 지켜라 - 오정인 수상

### 촬영상
- Sometime, Somewhere - 김영준, 이정철 수상

### 편집상
- 기억의 저편 - 전용기 수상

### 조명상
- 파라독스의 하루 - 전창희, 박주영 수상

### 장려상
- 인큐베이터 아이들 - 최준정 수상